# Умань (аеродром)
Уманський аеродром  — аеродром, авіабаза Харківського університету повітряних сил імені Івана Кожедуба. Колишня навчальна авіабаза Чернігівського училища льотчиків. Розташований на північній околиці міста Умань, на захід від села Родниківка.

## Історія
Військовий аеродром на околиці Умані був побудований за вказівкою НКВС. Належав до аеродромів першої категорії. Міг прийняти на своїх злітних смугах повітряні судна вагою до 100 тонн. 

### Друга світова війна
У роки Другої світової війни нацистською адміністрацією облаштовано бетонну злітно-посадкову смугу протяжністю 1200 м. Згодом споруджено основну злітно-посадкову смугу протяжністю 2500 м.
28 серпня 1941 року, у рамках візиту до Умані, аеродром прийняв німецький літак «Condor» з Адольфом Гітлером та Беніто Муссоліні на борту. Окрім фюрера Третього Рейху та дуче Італійського Королівства, літаком також прилетіли Йоахім фон Ріббентроп, Генріх Гіммлер з помічником Зеппом Дітріхом, Вільгельм Кейтель, Мартін Борман, італійський посол у Берліні Філіппо Анфузо, Діно Алфіері та Вітторіо Муссоліні.
Про приліт лідерів нацистської Німеччини та фашистської Італії у своїх мемуарах згадував особистий пілот Гітлера Ганс Баур. Про спільні відвідини Умані та приліт на уманський аеродром німецького та італійського лідерів свідчать і наявні архівні фото.
Делегація прибула до Умані через Вінницю з польського аеродрому «Кросна» одним літаком, однак тривалий час існували дані, що Гітлер та Муссоліні прилетіли різними літаками в різний час. В Умані нацистсько-фашистська делегація прийняла спільний військовий парад та відвідала табір радянських військовополонених, відомий як Уманська Яма.

Німецькі військовослужбовці зустрічають Беніто Муссоліні і Адольфа Гітлера на аеродромі Умань
Адольф Гітлер виходить з літака «Фокке-Вульф FW.200V-3 Condor» на аеродромі в Умані
Беніто Муссоліні виходить з літака «Фокке-Вульф FW.200V-3 Condor» на аеродромі в Умані
Адольф Гітлер вітає німецьких військовослужбовців на аеродромі в Умані

### Післявоєнний час
Пізніше аеродром переоснащений для навчального полку, де молоді пілоти освоювали літаки «МіГ-17», «МіГ-19» та «МіГ-21».

### Незалежна Україна
До 2002 року на летовищі дислокувалася 202-га навчальна авіабаза Чернігівського льотного училища, курсанти якого здійснювали навчальні польоти на літаках Л-39.
У 2011 році аеродром ввійшов у підпорядкування військової частини А2614, після чого польоти з нього було відновлено.
У 2015 році Міністерство оборони України видало наказ «Про визначення військового аеродрому «Умань» аеродромом спільного використання державною та цивільною авіацією України». Відтоді комплекс став доступним не лише для потреб ВПС України, а й для обслуговування літаків цивільної авіації. Організацію виконання та забезпечення польотів повітряних суден, а також обслуговування повітряного руху на аеродромі спільного використання «Умань» покладено на підрозділи військової частини А2614 та експлуатанта аеродрому, який здійснює обслуговування повітряних суден цивільної авіації, відповідно до Повітряного кодексу та інших нормативно-правових актів, які регламентують діяльність державної та цивільної авіації України.

### Плани про спорудження цивільного аеропорту
На початку 2017 року перший віце-прем'єр-міністр і міністр економіки України Степан Кубів за сприяння народного депутата Максима Полякова зустрівся в Кабінеті міністрів України з американськими інвесторами для обговорення будівництва міжнародного аеропорту в місті Умань Черкаської області. За словами Полякова, інвестори були готові вкласти у новий аеропорт близько $140 млн.
У середині липня 2017 року було завершено ремонт аеродрому, після чого він став навчальною авіабазою Харківського університету повітряних сил імені Івана Кожедуба і розпочав приймати, зокрема, літаки Ан-26.
Однак згодом ряд ЗМІ заявили, що ідея депутата Полякова про створення міжнародного аеропорту в Умані — афера, оскільки на зустрічі не були присутніми представники керівництва міста та області. Також не представлено бізнес-плану. Натомість, перший віце-прем’єр-міністр Степан Кубів, можливо, також став жертвою шахрайських схем Полякова.
18 вересня 2017 року у Києві відбулася прес-конференція, на якій озвучені передпроектні пропозиції по реконструкції військового аеродрому в Умані та перетворення його на сучасний міжнародний аеропорт, що може зайняти чотири роки із залученням інвестицій майже в €72 млн. Безпосередньо будівництво об'єкта і його обладнання можуть тривати близько двох років з інвестиціями в €65 млн. Близько €120 тис. знадобиться для підготовки документів для реєстрації аеродрому і сертифікації, згідно з правовими та нормативними документами.
Влітку 2019 року у курсантів третього і четвертого курсів Харківського національного університету Повітряних Сил ім. І. Кожедуба розпочалася льотна практика на гелікоптерах Мі-2МСБ та Мі-8МСБ.